# Старовижівський заказник
Старовижівський заказник — загальнозоологічний заказник місцевого значення в Україні. Об'єкт розташований на території Старовижівського району Волинської області, ДП «Старовижівське ЛГ»: Старовижівське лісництво (кв. 2–5; кв. 6, вид. 1–42, 49, 50; кв. 9, вид. 9–62; кв. 11, 13, 63, 64, 66) та Дубечнівське лісництво (кв. 52). 
Площа — 1 525 га, статус отриманий у 1985 році.
Охороняються соснові і мішані хвойно-широколистяні ліси, де у підліску зростають крушина ламка, ліщина звичайна, ожина сиза, а у трав'яному покриві - проліски дволисті, ряст порожнистий, анемона лісова, конвалія звичайна, купина багатоквіткова, копитняк європейський, мохи, папороті та гриби. 
Тваринний світ заказника представлений такими видами: лось, свиня дика, сарна європейська, лисиця звичайна, заєць сірий, їжак білочеревий. Трапляються рідкісні види орнітофауни: тетерук, орябок, глушець, занесені до Червоної книги України та додатків Бернської конвенції.

## Галерея

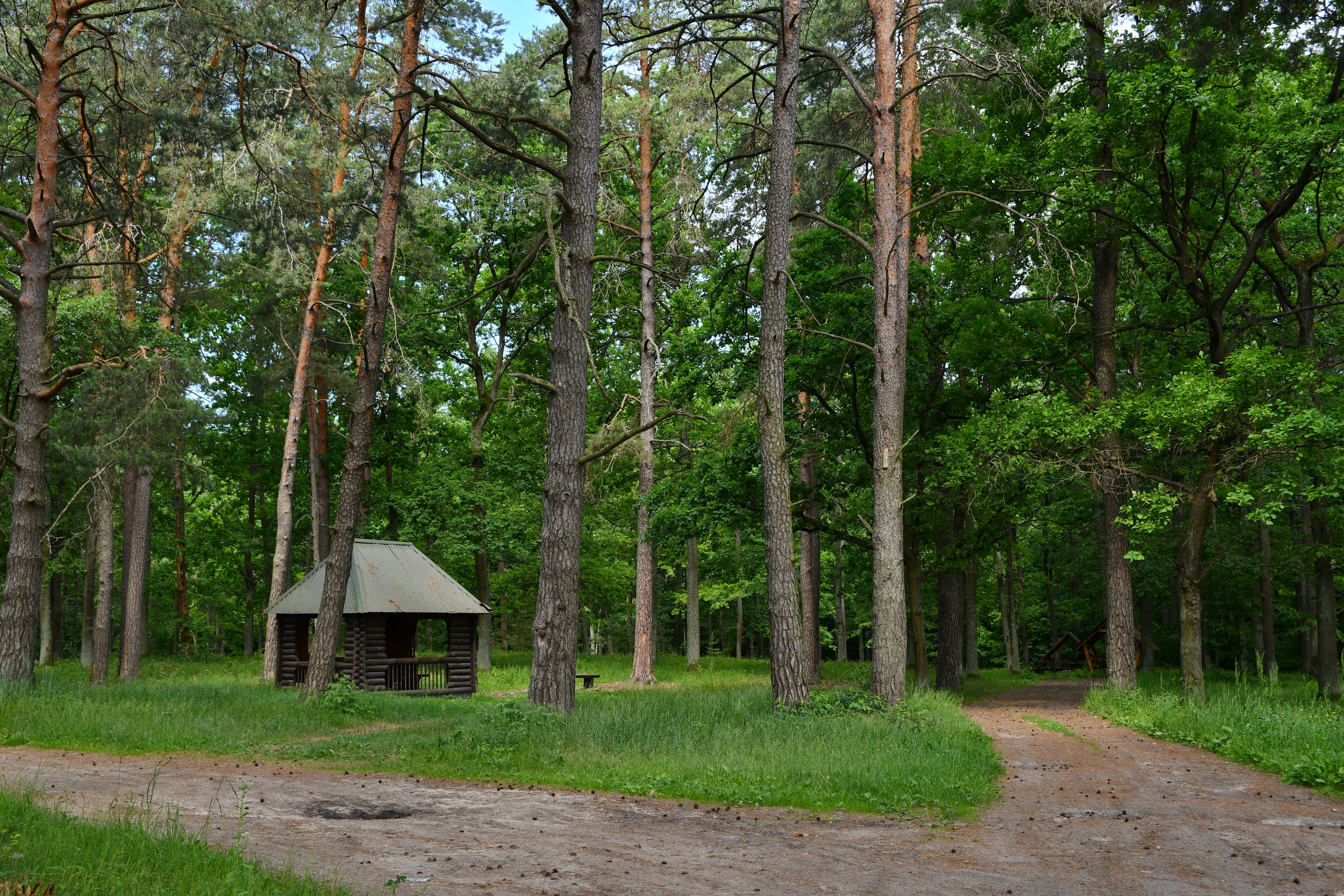
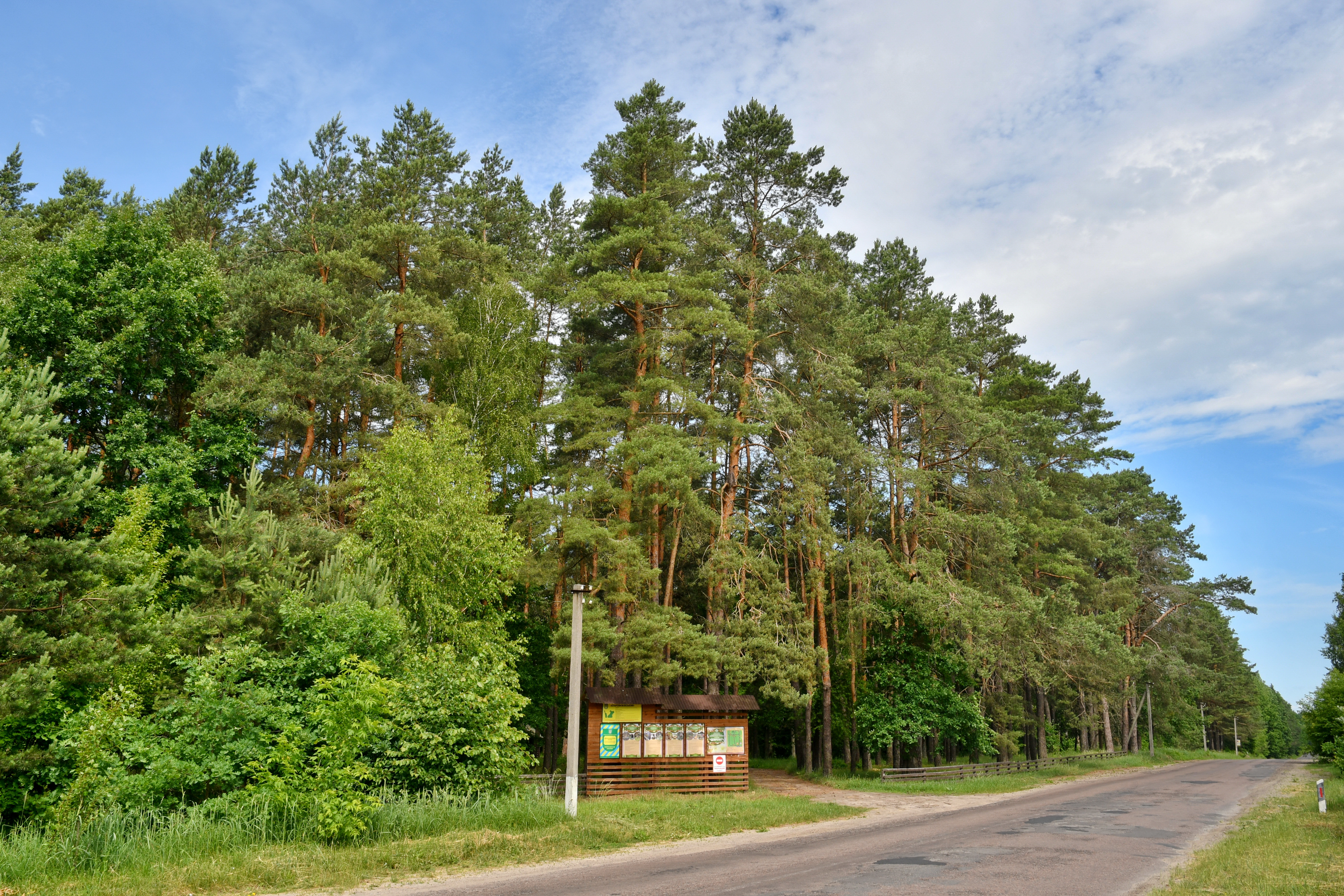
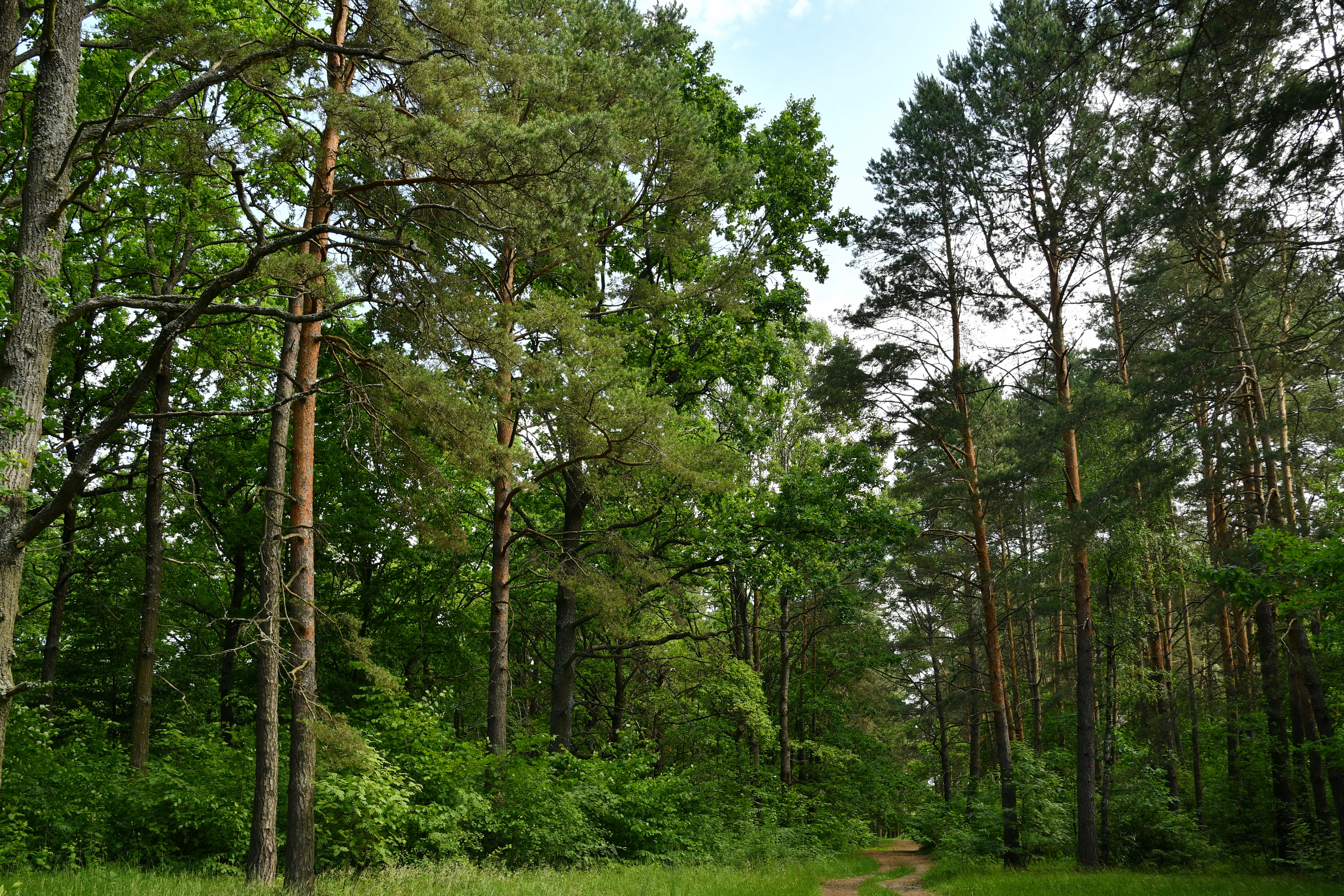